# Harpullia
Harpullia es un género con 37 especies de árboles de pequeño o medio tamaño pertenecientes a la familia Sapindaceae. Tiene una amplia distribución desde el este de la India hasta el Océano Pacífico. Usualmente se encuentran en los bordes de las selvas lluviosas.
De las ocho especies australianas Harpullia es la más conocida por su apreciada madera oscura. Las más utilizada como planta ornamental H. pendula es ampliamente usada como árbol de calle en la costa este de Australia.

## Especies
- Harpullia alata
- Harpullia angustialata
- Harpullia angustifolia
- Harpullia arborea
- Harpullia confusa
- Harpullia cupanioides Roxb. - poas de Filipinas[1]
- Harpullia fosteri
- Harpullia hirsuta
- Harpullia largifolia
- Harpullia marginata
- Harpullia pendula
- Harpullia ramiflora
- Harpullia reticulata
- Harpullia tomentosa
- Harpullia wadsworthii